# (482008) 2009 SY228
(482008) 2009 SY228 es un asteroide perteneciente al cinturón de asteroides descubierto el 26 de septiembre de 2009 por el equipo del Observatorio LightBuckets desde ese mismo observatorio.

## Designación y nombre
Designado provisionalmente como 2009 SY228.

## Características orbitales
2009 SY228 está situado a una distancia media de 2,257 ua, pudiendo alejarse un máximo de 2,690 ua y acercarse un máximo de 1,824 ua. Tiene una excentricidad de 0,191 y la inclinación orbital 2,015 grados. Emplea 1238,94 días en completar una órbita alrededor del Sol.

## Características físicas
La magnitud absoluta de 2009 SY228 es 18,2.